# Eddie Shannon
Eddie Shannon, né le 29 janvier 1977 à Riviera Beach (États-Unis), est un joueur de basket-ball professionnel américain. Il mesure 1,80 m.

## Université
- 1995 - 1999 :  University of Florida (NCAA)

## Clubs
- 1999 - 2000 :
- 2000 - 2001 :
- 2001 - 2002 :  Plannja (1er division)
- 2002 - 2003 :  Ural Great Perm (1er division)
- 2003 - 2005 :  Udine (Lega A)
- 2005 - 2006 :  Sassari (Lega Due)
- 2006 - 2007 :  BK Ventspils (1er division)
- 2007 - 2008 :  Strasbourg Illkirch Graffenstaden Basket (Pro A)
- depuis 2008 :  KK Split (1er division croate)

## Palmarès
- Champion de Suède en 2002